# Gisalnapf

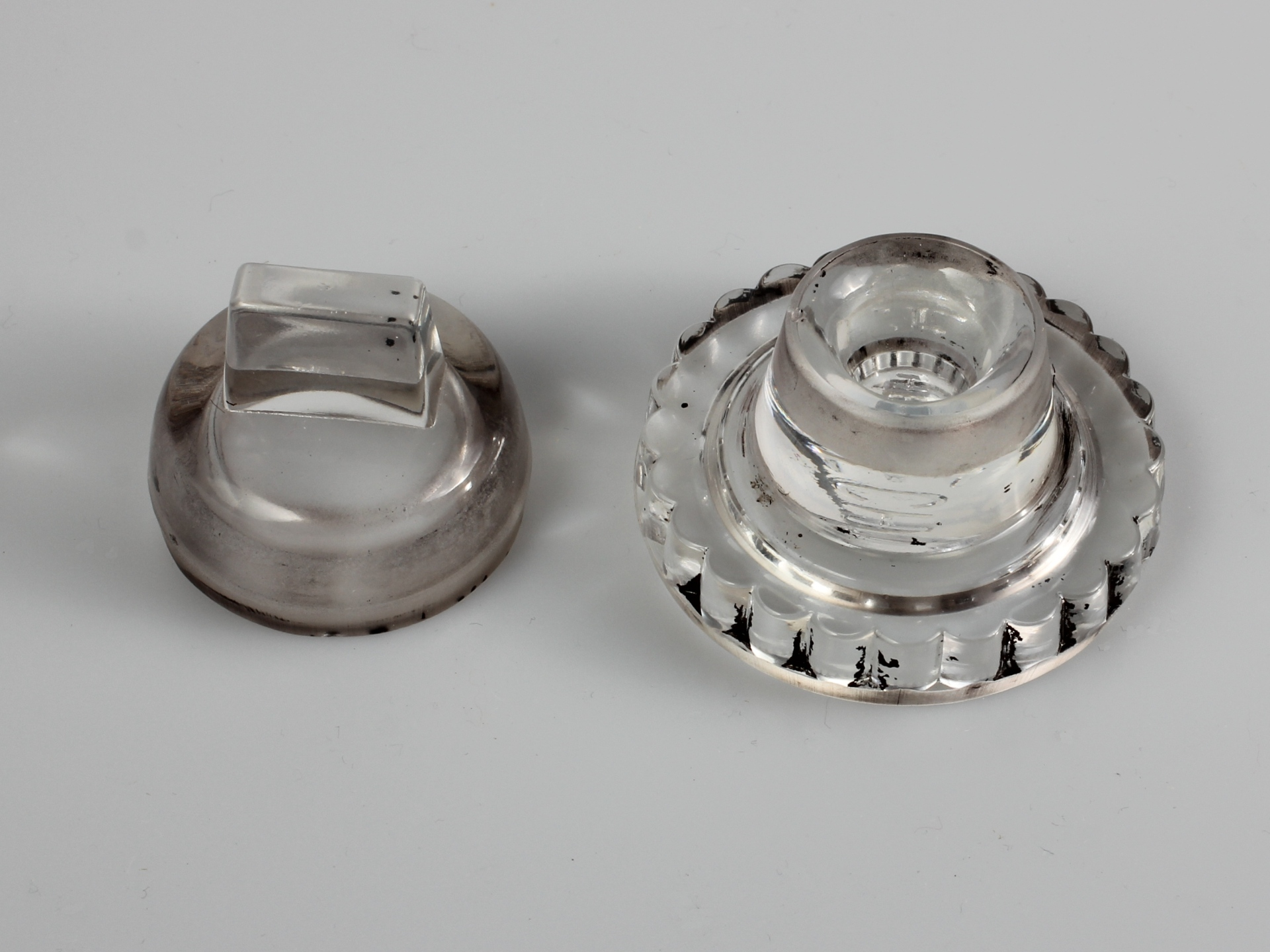
Gisalnapf

Der Gisalnapf ist ein luftdicht schließendes, vollständig aus Glas bestehendes Gefäß zur Aufbewahrung von Zeichentusche. Er wurde früher häufig in der traditionellen Kartografie verwendet, um das Austrocknen der Tusche zu verhindern. Außerdem hatte Glas gegenüber Kunststoff den Vorteil, sich leichter reinigen zu lassen sowie unanfällig gegen die oft verwendeten folienanlösenden Tuschen zu sein.